# عملیات ضربت ذوالفقار
عملیات ضربت ذوالفقار یا خوارزم با رمز یا الله در محور ایلام - میمک به صورت نیمه گسترده در تاریخ ۱۹/۱۰/۱۳۵۹ به فرماندهی ارتش انجام شد.
سازمان رزم این عملیات متشکل از ارتش (تیپ یک زرهی اسلام آباد غرب تابعه لشکر 81 زرهی کرمانشاه به اضافه نیروهای خودجوش عشایر ایل خزل  و عناصری از ژاندارمری بود.این عملیات یک عملیات کاملا کلاسیک و ارتشی بود.

## اشغال میمک
در تاریخ ۱۹ شهریور۱۳۵۹ نیروهای عراق وارد استان ایلام شدند و به منطقه میمک حمله کردند. که در ارتفاعات میمک با مقاومت نیروهای ایرانی مستقر در منطقه روبرو شدند.
پس از تصرف میمک و پاسگاه های حومه مهران و دهلران وزیر دفاع صدام به طور رسمی اعلام کرد: نیروهای مسلح عراق به مرزهای بین المللی رسیده اند و اختلافات ارضی خود را با ایران عملاً حل کردند.
با اشغال این منطقه معبر وصولی «صالح آباد سرنی» به طرف خط مرزی مورد تهدید نیروهای عراقی قرار گرفت و در نتیجه محور ایلام، صالح آباد و مهران به طور جدی نا امن شد.

## دستاوردها
- تصرف ارتفاعات کله قندی، ۶۲۰، ۵۲۵، ۵۴۰ در محورهای شمالی و جنوبی منطقه عملیات.
- کشته و مجروح نمودن ۲۰۰۰ عراقی و به اسارت گرفتن ۱۶۴نفر.[۳]
- انهدام ۶۰ دستگاه تانک و نفربر، ۵ دستگاه خودروی مختلف، سرنگونی ۲ فروند هواپیما و سه فروند هلیکوپتر، انهدام تیپ ۲ پیاده کوهستانی و گردان ۷ تانک به میزان ۷۰ درصد از جمله تلفات و ضایعات وارد شده به عراق بوده است.

همچنین در این عملیات تعداد ۱۳ دستگاه تانک، ۲ دستگاه نفربر و تعدادی موشک مالیوتکا و اقلام مخابراتی و متفرقه به غنیمت ارتش درآمد.

## منبع
1. ↑  «بازخوانی یک عملیات نظامی عملیات خوارزم یا «ضربت ذوالفقار»». پایگاه اطلاع رسانی ارتش جمهوری اسلامی ایران. بایگانی‌شده از اصلی در ۲۸ سپتامبر ۲۰۱۵. دریافت‌شده در ۳۱ مه ۲۰۱۵.
2. ↑  «ضربت ذوالفقار (خوارزم) (19 دی 1359)». مرکز اسناد و تحقیقات دفاع مقدس.[پیوند مرده]
3. ↑  «در عملیات ضربت ذوالفقار جه گذشت؟». ایسنا.
4. ↑  «عملیات خوارزم (ضربت ذوالفقار)». پایگاه اطلاع رسانی هیئت معارف جنگ. بایگانی‌شده از اصلی در ۱۶ ژانویه ۲۰۱۵. دریافت‌شده در ۳۱ مه ۲۰۱۵.

- محسن رشید، گزارشی کوتاه/ مرکزمطالعات و تحقیقات جنگ سپاه پاسداران انقلاب اسلامی، ویرایش: مهدی انصاری، تهران: سپاه پاسداران انقلاب اسلامی، مرکز مطالعات و تحقیق جنگ، ۱۳۷۸، شابک: ۹۶۴-۶۳۱۵-۳۳-x